# 남해 3·1독립운동 발상 기념탑
남해 3·1독립운동 발상 기념탑 (南海三一獨立運動發祥紀念塔)에 관한 내용이다.

## 내용
1919년 4월 2일 경상남도 남해군 설천면에서 남해 지역의 3·1독립만세운동이 시작된 것을 기념하기 위하여 남해군이 주관하여 건립한 탑이다. 원래 1985년 12월 23일에 만세운동 당시 시위대가 남해읍으로 향하던 길목인 문항리에 가로 2m, 세로 1m, 높이 2.7m 규모의 '남해3·1운동발상기념비'를 세웠다가 2007년에 높이 11m 규모인 지금의 기념탑으로 재정비하였다. 기념탑은 기단부 중앙에 옛 남해3·1운동발상기념비의 비문을 새긴 오석판(烏石板)을 배치하고 탑신에는 '남해 3·1운동 발상 기념탑'이라는 탑명을 새겼으며, 상륜부는 두 손으로 태극을 받치고 있는 형상으로 마무리하였다. 기념탑 주변에 당시 만세운동 주동자들인 정순조(鄭順祚)와 정임춘(鄭任春)의 묘가 있다. 2003년 5월에 국가보훈처에서 현충시설로 지정하였다.

## 남해3.1독립운동발상기념비문
우리가 일제에게 국권을 강탈 당하고 그 포악무도한 압정에 시달리던 1919년 3월 1일 서울에서 일어난 독립만세운동은 순식간에 거족적인 항일 투쟁으로 발전되었다.

그때 총성은 천지를 울렸고 강산은 피로 물들어 갔건만 설천 사람들은 이를 겁내지 않고 이 고을에서 맨 먼저 애국의 횃불을 들었다.

그해 4월 2일 이예모의 선도로 정갑린, 정상기, 하준천의 권면으로 하준호, 정순조, 정흥조, 정임춘, 류찬숙, 윤주순, 정학순, 정익주, 정재모, 정몽홍, 이찬덕, 윤희도, 양재문, 류봉순, 문한조, 정두기, 정남섭등 많은 설천면민이 남양, 금음, 문항, 노상에서 독립선언서를 낭독하고 만세를 불렀다.

4월 4일에는 남해읍 장터로 가서 김희조, 박경수, 강한문, 정용교, 하상근, 원복상, 정학순등과 합세하여 태극기를 들고 천여명의 군중과 함께 독립만세를 부른 뒤 군청, 경찰서, 주재소외 각 기관을 점거하고 자주독립을 외쳤다.

이로 인해 일제통치는 빛을 잃었고, 고을에서는 연달아 만세운동이 일어났다.

그러나 통분하게도 이 중 23명은 일경에게 붙잡혀가서 1년 내지 3년간의 모진 옥고를 치렀고 마침내 정학순은 순국까지 하였다. 장하다.

그 충절 조국으로 되찾고자 죽음으로 항거한 그 공로를 우리 어찌 잊으랴. 그로부터 67년 나라의 사업으로 여기에 비를 세우는 뜻은 님들의 정신을 이어받아 이 강토를 길이 지키자 함이니 다시는 남의 침략을 받지 않도록 굳게 뭉쳐 힘을 기르자.

1985년 12월 23 일

문신수가 글을 짓고 이성숙이 글씨를 쓰다.

남해군수 세움

## 같이 보기
- 남해군
- 남해 3·1독립운동 (南海三一獨立運動)
- 남해 3·1독립운동 기념비 (南海三一獨立運動紀念碑)